# An Kum-e
An Kum-e (hangul: 안금애, anglický přepis: An Kum-ae, (*6. červen 1980 Severní Korea) je bývalá reprezentantka Severní Koreje v judu. Je olympijskou vítězkou z roku 2012.

## Sportovní kariéra

### Úspěchy
- olympijská vítězka

### Zajímavosti
- tokui-waza: te-guruma,
- úchop: levý
- styl: fyzický, taktický

Vyrostla po boku čtyřnásobné mistryně světa Kje Sun-hui. V roce 2008 se kvalitně připravila na olympijské hry v Pekingu a brala nakonec stříbrnou olympijskou medaili. Od roku 2009 se však změnil systém kvalifikace, který nutí judisty objíždět světový pohár a sbírat body do žebříčku. Ten jí nemohl vyhovovat, protože k výjezdu ze své země dostávala povolení jen sporadicky. V olympijském roce 2012 honila body na poslední chvíli a nakonec se kvalifikovala na olympijské hry v Londýně až na základě kontinentální kvóty (podobně jako Jaromír Musil). Přípravu však zvládla perfektně a v Londýně předváděla svoje extrémně fyzické judo. Dostala se až do finále a v prodloužení výpadem tani-otoši vybojovala zlatou olympijskou medaili.

### Rivalové
- Misato Nakamuraová

## Výsledky
| Turnaj            | 2004           | 2005           | 2006           | 2007           | 2008           | 2009           | 2010           | 2011           | 2012           |
| Turnaj            | 24             | 25             | 26             | 27             | 28             | 29             | 30             | 31             | 32             |
| Turnaj            | pololehká váha | pololehká váha | pololehká váha | pololehká váha | pololehká váha | pololehká váha | pololehká váha | pololehká váha | pololehká váha |
| ----------------- | -------------- | -------------- | -------------- | -------------- | -------------- | -------------- | -------------- | -------------- | -------------- |
| Olympijské hry    | —              |                |                |                | 2.             |                |                |                | 1.             |
| Mistrovství světa |                | 3.             |                | 3.             |                | —              | —              | úč.            |                |
| Asijské hry       |                |                | 1.             |                |                |                | 3.             |                |                |
| Mistrovství Asie  | 3.             | 1.             |                | —              | —              | —              |                | —              | —              |

## Podrobnější výsledky

### Olympijské hry
| Rok      | Kategorie      |  | 1/32                                      | 1/16                               | čtvrtfinále                        | semifinále                            | finále                           |
| -------- | -------------- |  | ----------------------------------------- | ---------------------------------- | ---------------------------------- | ------------------------------------- | -------------------------------- |
| LOH 2008 | pololehká váha |  | výhra - 1:55/kta (wip) Yagnelys Mestreová | výhra - yuk/shi Flor Velázquezová  | výhra - 1:35/umg Šolpan Kalijevová | výhra - kok/shi Misato Nakamuraová    | prohra - 5:00/kta Sian Tung-mej  |
| LOH 2012 | pololehká váha |  | výhra - yuk/uma Sophie Coxová             | výhra - waz/tno Misato Nakamuraová | výhra - waz/shi Priscilla Gnetová  | výhra - 2:27/ksg Rosalba Forcinitiová | výhra - 5:58/tno Yanet Bermoyová |

### Mistrovství světa
| Rok     | Kategorie      |  | 1/64                     | 1/32                    | 1/16                      | čtvrtfinále             | semifinále        | opravy                     | opravy                | opravy                    | o bronz                    |
| ------- | -------------- |  | ------------------------ | ----------------------- | ------------------------- | ----------------------- | ----------------- | -------------------------- | --------------------- | ------------------------- | -------------------------- |
| MS 2005 | pololehká váha |  | výhra Carrie Chandlerová | prohra Juki Jokosawaová | -                         | -                       | -                 | výhra Hortense Diédhiouová | výhra Petra Nareksová | výhra Mönchbátaryn Bundmá | výhra Ljudmila Bogdanovová |
| MS 2007 | pololehká váha |  | volný los                | výhra Juka Nišidaová    | výhra Sheila Espinosaová  | výhra Flor Velázquezová | prohra Š' Ťün-ťie | -                          | -                     | -                         | výhra Kim Kjong-ok         |
| MS 2009 | pololehká váha |  | nestartovala             | nestartovala            | nestartovala              | nestartovala            | nestartovala      | nestartovala               | nestartovala          | nestartovala              | nestartovala               |
| MS 2010 | pololehká váha |  | nestartovala             | nestartovala            | nestartovala              | nestartovala            | nestartovala      | nestartovala               | nestartovala          | nestartovala              | nestartovala               |
| MS 2011 | pololehká váha |  | výhra Šahar Levyová      | výhra Aynur Samatová    | prohra Misato Nakamuraová | -                       | -                 | -                          | -                     | -                         | -                          |